# Задача Стефана
Задача Стефана представляет собой особый вид краевой задачи для дифференциального уравнения в частных производных, описывающая изменение фазового состояния вещества, при котором положение границы раздела фаз изменяется со временем. Наличие границ раздела между фазами, которые не задаются явно и могут смещаться со временем, является характерной особенностью таких задач. Скорость смещения межфазных границ определяется дополнительным условием на границе раздела фаз, что приводит задачу к нелинейному виду.

Смещение границы раздела фаз со временем при взаимной диффузии

В литературе задачу Стефана также называют задачей с подвижными границами (moving boundary problem), или задачей со свободными границами (free boundary problem), или задачей о фазовом переходе (phase change problem).
Примерами физических процессов с фазовыми переходами есть: задача о таянии льда со смещающейся границей между водой и льдом, задача о плавлении твердого вещества с неизвестной границей между твердой и жидкой фазами, задача о перераспределении концентрации при взаимной диффузии в металлическом сплаве с подвижными границами раздела фаз различного химического состава.

## История
Первой работой в данной области считают статью Г. Ламе и Б. П. Клапейрона «Об отвердевании охлаждающегося жидкого шара» 1831 года, в которой было установлено, что толщина твердой фазы, образующейся при затвердевании однородной жидкости, пропорциональна {\displaystyle {\sqrt {t}}}.
Значительно позже в 1889 году австрийский физик и математик Йозеф Стефан опубликовал четыре статьи, посвященные задачам с фазовыми переходами. Впоследствии задачи данного класса с подвижными межфазными границами стали называть задачами Стефана. В своих работах он сформулировал и решил задачи, определяющие процессы теплопроводности и диффузии для однофазной или двухфазной областей. Кроме того Й. Стефан сформулировал уравнение теплового баланса на границе раздела фаз с учетом скрытой теплоты, и теперь подобные условия сопряжения фаз принято называть условиями Стефана.

## Математическая постановка задачи

### Одномерная однофазная задача Стефана
Рассмотрим полубесконечный одномерный кусок льда при начальной температуре плавления {\displaystyle u(x,t)}≡{\displaystyle 0} для {\displaystyle x} ∈ [0,+∞). Положение границы между льдом и водой обозначим через {\displaystyle s(t)}. Поток тепла {\displaystyle f(t)} действует на левой границе, что приводит к плавлению льда и увеличению области {\displaystyle [0,s(t)]}, занимаемой водой.
{\displaystyle {\frac {\partial u}{\partial t}}={\frac {\partial ^{2}u}{\partial x^{2}}}} — уравнение теплопроводности, описывающее изменение температуры,
{\displaystyle -{\frac {\partial u}{\partial x}}(0,t)=f(t),\;t>0} — условие Неймана на левом конце области, описывающее поток тепла на входе,
{\displaystyle u{\big (}s(t),t{\big )}=0,\;t>0} — условие Дирихле на межфазной границе вода-лед,
{\displaystyle {\frac {\mathrm {d} s}{\mathrm {d} t}}=-{\frac {\partial u}{\partial x}}{\big (}s(t),t{\big )},\;t>0} — условие Стефана, определяющее скорость движения межфазной границы,
{\displaystyle u(x,0)=0,\;x\geq 0} — начальное распределение температуры.

### Одномерная двухфазная задача Стефана
Рассмотрим процесс диффузионного взаимодействия в бинарной металлической системе {\displaystyle A-B} с {\displaystyle \alpha }- и {\displaystyle \beta }-фазами, которые представляют собой регулярные твёрдые растворы. Обозначим через {\displaystyle s(t)} положение подвижной межфазной границы, тогда {\displaystyle \alpha }-фаза занимает область {\displaystyle 0\leq x<s(t)}, а {\displaystyle \beta }-фаза {\displaystyle s(t)<x\leq l}.

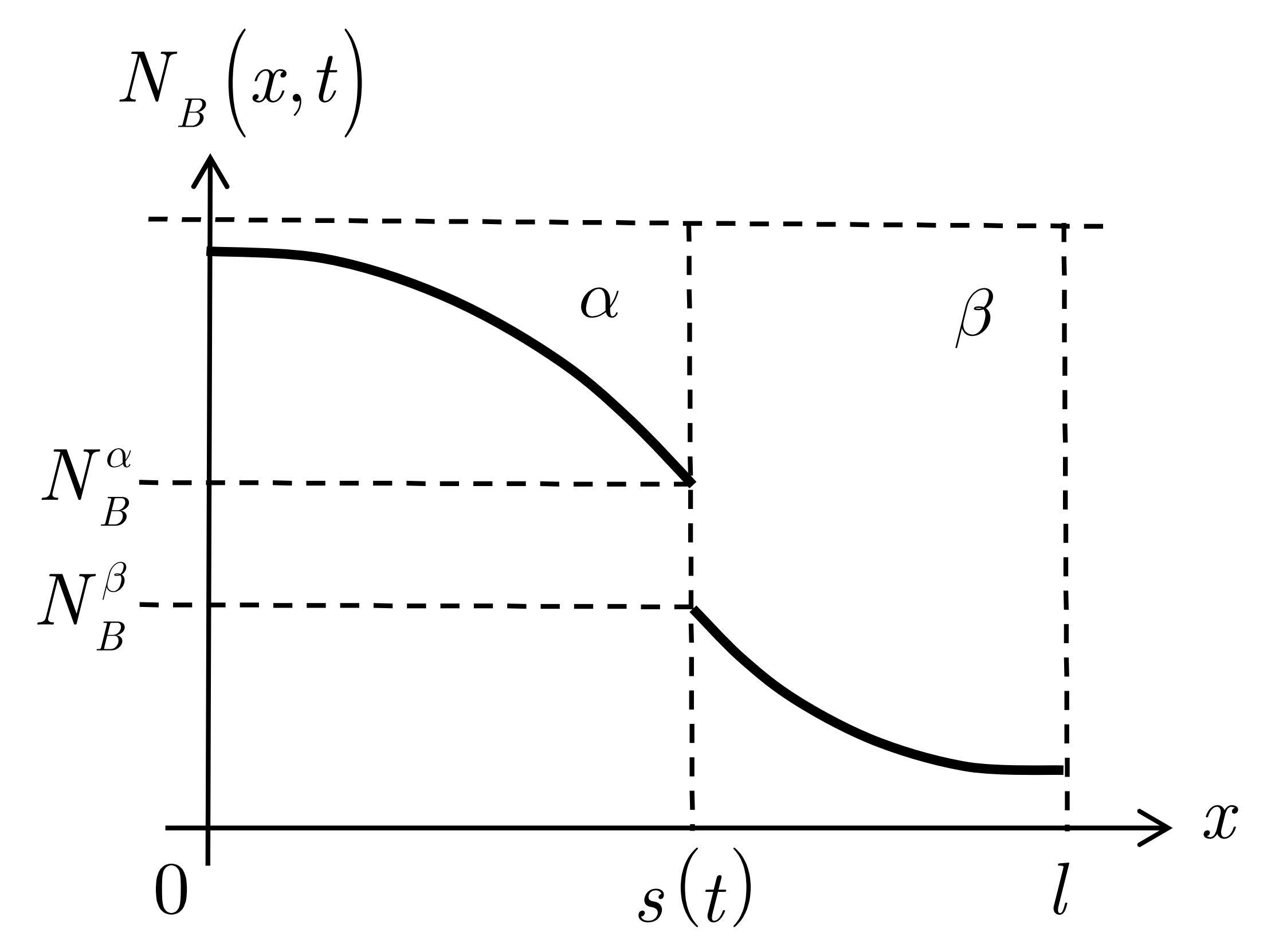
Схематическое распределение концентрации в бинарной двухфазной системе А-В

{\displaystyle {\frac {\partial N_{B}}{\partial t}}=D^{\alpha }\cdot {\frac {\partial ^{2}N_{B}}{\partial x^{2}}}} — уравнение, описывающее изменение концентрации в {\displaystyle \alpha }-фазе,
{\displaystyle {\frac {\partial N_{B}}{\partial t}}=D^{\beta }\cdot {\frac {\partial ^{2}N_{B}}{\partial x^{2}}}} — уравнение, описывающее изменение концентрации в {\displaystyle \beta }-фазе,
{\displaystyle \left(N_{B}^{\beta }-N_{B}^{\alpha }\right)\cdot {\frac {ds}{dt}}=-D^{\beta }\cdot {\frac {\partial N_{B}}{\partial x}}{\Bigr |}_{s(t)+0}+D^{\alpha }\cdot {\frac {\partial N_{B}}{\partial x}}{\Bigr |}_{s(t)-0}} — уравнение, определяющее скорость движения межфазной границы,
{\displaystyle {\frac {\partial N_{B}}{\partial x}}{\Bigr |}_{x=0},\;{\frac {\partial N_{B}}{\partial x}}{\Bigr |}_{x=l}} — граничные условия,
где {\displaystyle N_{B}(x,t)} — концентрация атомов сорта{\displaystyle \;B}, {\displaystyle D^{\alpha }} и {\displaystyle D^{\beta }} — коэффициенты диффузии в фазах, {\displaystyle N_{B}^{\alpha }\equiv N_{B}(s(t)-0,t)} — значение концентрации на правой границе {\displaystyle \alpha }-фазы, {\displaystyle N_{B}^{\beta }\equiv N_{B}(s(t)+0,t)} — значение концентрации на левой границе {\displaystyle \beta }-фазы.

## Методы решения задачи Стефана
Решение задачи Стефана состоит в вычислении температурного или концентрационного профиля и определении положения межфазных границ в различные моменты времени. Основные трудности при решении данной задачи связаны с тем, что подвижные границы раздела фаз формируют переменные области для вычисления значений температуры или концентрации, а положение этих межфазных границ заранее не известно и также должно определяться в ходе решения.
Существуют аналитические и численные методы решения классической задачи Стефана. Однако нахождение решения задачи Стефана в замкнутой аналитической форме является не простой проблемой, решение которой возможно лишь для ограниченного количества случаев, когда рассматривают упрощенную постановку задачи.
Более широкое распространение получили численные методы решения задачи Стефана. Существующие численные методы можно условно разделить на две группы. К первой группе относятся методы сквозного счёта, которые позволяют не выделять границу раздела фаз и использовать общее уравнение во всей расчетной области. А ко второй группе относятся методы, предполагающее явное определение положения межфазных границ.
Главной особенностью методов сквозного счёта является отсутствие необходимости точного отслеживания положения межфазных границ, что оказывается достаточно эффективным при решении многомерных и многофазных задач. Для применения данного подхода исходную задачу необходимо записать в обобщенной формулировке в виде единого уравнения с разрывными коэффициентами на межфазных границах. Для построения численного алгоритма решения полученной задачи проводят процедуру сглаживания разрывных коэффициентов на некотором интервале. Данный подход был предложен в работах А. А. Самарского и Б. М. Будака. Недостатками данного подхода являются зависимость точности разностного решения от выбора параметра сглаживания и низкая точность определения положения межфазных границ.
Среди методов сквозного счёта активно развиваются метод функций уровня (level set method) и метод фазового поля (phase field method).
На практике широко применяются методы, в явном виде отслеживающие движение межфазных границ. В основе всех методов данной группы лежит идея использования метода конечных разностей, когда расчёты проводятся на равномерных или же неравномерных сетках. При этом всегда определено, между какими узлами расчётной сетки находится подвижная граница, или же через какой узел она проходит. Наиболее известными среди них являются метод ловли фронта в узел пространственной сетки (variable time stepping) и метод выпрямления фронтов (front-fixing method).
Еще один подход к решению задачи Стефана предполагает использование метода динамически адаптирующихся сеток.
Для решения задачи Стефана также может быть применен и метод конечных элементов.

## Расширения задачи Стефана
Классическая задача Стефана имеет дело со стационарными материалами с постоянными теплофизическими свойствами (обычно независимо от фазы), постоянной температурой фазового перехода и, в приведенном выше примере, мгновенным переключением от начальной температуры к определенному значению на границе. На практике термические свойства могут изменяться и всегда меняются при изменении фазы. Скачок плотности при фазовом переходе вызывает движение жидкости: результирующая кинетическая энергия не фигурирует в стандартном энергетическом балансе. При мгновенном переключении температуры начальная скорость жидкости бесконечна, что приводит к бесконечной начальной кинетической энергии. На самом деле слой жидкости часто находится в движении, поэтому в уравнении теплопроводности требуются условия адвекции или конвекции. Температура расплава может варьироваться в зависимости от размера, кривизны или скорости интерфейса. Невозможно мгновенно переключать температуры, а затем трудно поддерживать точную фиксированную граничную температуру. Кроме того, в наномасштабе температура может даже не подчиняться закону Фурье.